# エリート理論
エリート理論（エリートりろん、英: Elite theory）とは哲学、政治学、社会学において、現代社会における権力関係を説明し、記述しようとする国家に関する理論である。
この理論は、経済エリートと政策立案ネットワークのメンバーからなる少数派が最も大きな権力を持ち、その権力は民主的な選挙から独立しているという前提に立っている。

## 解説
企業や企業の役員会での地位、財団の財政的支援やシンクタンクや政策討論グループでの地位を通じた政策立案ネットワークへの影響力により、「エリート」のメンバーは企業や政府の意思決定に大きな影響力を行使している。
この理論の基本的な特徴は、権力が集中していること、エリートが団結していること、非エリートが多様で無力であること、共通の背景と地位によってエリートの利益が一致していること、権力の決定的な特徴が制度的な地位であることである。
エリート理論は、複数の主要な社会集団や利益団体がより強力な支配者集団に影響力を持ち、様々な形で代表されており、社会の集団的ニーズを反映したかなり代表的な政治的結果に寄与しているという伝統である多元論（複数の権力システム）に反対である。
たとえ貴族、人種、性別、宗教などの恣意的な基準に基づいて、集団全体が表面上、国家の伝統的な権力ネットワークから完全に排除されている場合でも、エリート理論は、そのような排除された集団の中に「カウンターエリート」がしばしば発展することを認識している。そのような権利を剥奪された集団と国家との交渉は、エリートとカウンターエリートとの交渉として分析することができる。その際の大きな問題は、エリートがカウンターエリートを取り込む能力である。
民主主義システムは、投票行動が政策の結果に直接的で顕著な影響を与え、その結果が最大の有権者に支持されるという前提に基づいて機能している。2014年に発表された研究では、有権者の選好と政策の結果を相関させたところ、その統計的相関は投票グループの所得層に大きく依存していることが明らかになった。データでサンプリングされた最低所得層では相関係数が0になり、最高所得層では0.6を超える相関係数が得られた。この研究の結論は、有権者の所得と政策の選好が実現する頻度との間には強い線形の相関関係があるというものである。この相関関係に関する因果関係はまだ後続の研究で証明されていないが、活発な研究分野となっている。また、マーティン・ギレンズとベンジャミン・ペイジのこの研究では、最近の政策1779件を分析したところ「経済エリートや企業利益を代表する組織グループは、アメリカ政府の政策にかなりの独立した影響を与えている」のに対し、アメリカの一般市民は「独立した影響力をほとんど持っていない」ことがわかった。

## 歴史

### 古代の視点
ポリュビオス（紀元前150年頃）は、今日我々がエリート理論と呼んでいるものを単に「独裁制」と呼んだ。彼は、政治権力の源泉となる3つの元の形態、すなわち一人の人間（君主制/行政府）、少数の人間（独裁制）、多数の人間（民主制）は、「混合政体」でバランスをとらなければ、最終的には自らの堕落した形態に腐敗してしまうと大胆に主張した。君主制は「専制政治」に、民主制は「暴徒支配」に、エリートによる支配（独裁制）は彼が「寡頭制」と呼ぶものに腐敗してしまうのである。ポリュビオスは、これは前述の3つの形態と、その後の政治制度との間で権力分立を適切に適用しないことが原因だと事実上述べている。

### イタリアのエリート主義学派
ヴィルフレド・パレート（1848-1923）、ガエターノ・モスカ（1858-1941）、ロベルト・ミヒェルス（1876-1936）は、西洋の伝統において後のエリート理論に影響を与えたイタリアのエリート主義学派の共同設立者である。
イタリアのエリート主義学派の見解は、次の2つの考えに基づいている。
1. 権力は、主要な経済・政治機関における権威ある地位にある。
2. エリートを区別する心理的な違いは、エリートは知性やスキルなどの個人的な資源と政府に対する既得権を持っているのに対し、その他の人々は無能で自分たちを統治する能力がないということである。エリートは資源に恵まれ、政府を機能させようと努力している。実際、エリートは国家の崩壊によって最も大きな損失を被ることになる。

#### ヴィルフレド・パレート
パレートは、エリートの心理的・知的優位性を強調し、彼らはあらゆる分野で最高の達成者であると考えた。彼は、2種類のエリートの存在について論じた。
1. 統治エリート
2. 非統治エリート

彼はまた、エリート全体が新しいものに取って代わることができるという考え方と、エリートから非エリートへと循環することができる方法を拡張した。

#### ガエターノ・モスカ
モスカは、エリートの社会学的・人格的特性を重視した。彼は、エリートは組織化された少数派であり、大衆は非組織化された多数派であると述べた。支配階級は、支配エリートとサブエリートで構成されている。彼は世界を2つのグループに分けている。
1. 政治階級
2. 非政治階級

モスカは、エリートは知的、道徳的、物質的に優れており、高く評価され、影響力を持っていると主張する。

#### ロベルト・ミヒェルス
社会学者ミヒェルスは、寡頭制の鉄則を発展させ、社会的・政治的組織は少数の個人によって運営されており、社会組織と労働分業が鍵となると主張した。彼は、すべての組織はエリート主義的であり、エリートには政治組織の官僚制構造に役立つ3つの基本原則があると考えた。
1. リーダー、専門スタッフ、施設の必要性
2. 組織内でのリーダーによる施設の活用
3. リーダーの心理的属性の重要性

### 現代のエリート理論家

#### エルマー・エリック・シャッチュナイダー
エルマー・エリック・シャッチュナイダーは、多元論のアメリカ政治哲学に対する強力な批判を提示した。多くの競合する市民の利益が、同じように多くの競合する利益団体によって十分に代表され、促進されるという本質的に民主的なシステムではなく、シャッチュナイダーは、圧力システムは「社会の最も教育を受けた最高所得層」に有利に偏っていると主張し、「利益団体活動に参加する者と傍観者の間の差は、有権者と非有権者の間の差よりもはるかに大きい」ことを示した。
『The Semisovereign People』の中で、シャッチュナイダーは、圧力システムの範囲は実際にはかなり小さいと主張した。「組織化され、識別可能で、既知のグループの範囲は驚くほど狭い。それは全く普遍的なものではない」し、「圧力システムのビジネスまたは上流階級の偏りはどこにでも現れる」と述べている。彼は、「圧力システムが自動的に全コミュニティを代表しているという考えは神話である」と述べ、代わりに、「システムは少数派の一部に有利に偏り、偏重され、不均衡である」としている。

#### C・ライト・ミルズ
ミルズは1956年に『パワーエリート』を出版し、アメリカの権力システムに関する新しい社会学的視点を提示したと主張した。彼は、政治、経済、軍事の3つの権力集団を特定し、それらは区別できるが統一されていない権力を行使する機関を形成していると述べた。
ミルズは、このグループは、すべての先進工業社会で働く合理化のプロセスを通じて生成されたものであり、そのプロセスにおいて権力のメカニズムが集中し、全体的な支配力が限られた、いくぶん腐敗したグループの手に流れ込んだと提案した。これは、議論の場としての政治の衰退と、単なる形式的なレベルの言説への追放を反映していた。このマクロ規模の分析は、「先進」社会における民主主義の劣化と、権力が一般に選出された代表者の範囲外にあるという事実を指摘しようとした。
この研究に大きな影響を与えたのは、フランツ・レオポルド・ノイマンの著書『ベヒモス：ナチズムの構造と実践1933-1944』で、ナチズムがドイツの民主国家でどのように権力を握ったかを研究したものである。この本は、政治システムの構造を分析するためのツールを提供し、現代の資本主義民主主義で起こりうることへの警告となった。

#### フロイド・ハンター
権力のエリート理論分析は、フロイド・ハンター（1953）の研究のような、コミュニティの権力に関するミクロ規模の研究にも適用された。ハンターは、「地域都市」で明らかな権力関係を詳細に調査し、明らかな公的地位にある者ではなく、「真の」権力の保持者を探した。彼は、都市内のヒエラルキーと相互連関の網の目をマッピングする構造-機能的アプローチを提唱した。これは、ビジネスマン、政治家、聖職者などの間の権力関係をマッピングするものであった。この研究は、都市政治に「民主主義」が存在するという現在の概念を批判し、真の間接民主主義の議論を再確認するために推進された。このタイプの分析は、後の大規模な研究、例えばM・シュワルツがアメリカにおける企業エリートの範囲内の権力構造を調査した研究などでも使用された。

#### G・ウィリアム・ダンホフ
1967年の論争を呼んだ著書『現代アメリカを支配するもの』で、ジョージ・ウィリアム・ダンホフは、アメリカの権力構造を説明するために、地方および国の意思決定プロセスネットワークを調査した。彼は、ハンターと同様に、銀行や企業のような大規模な所得生産財産を所有し、管理するエリート階級が、政治的にも経済的にもアメリカの権力構造を支配していると主張している。

#### ジェームズ・バーナム
バーナムの初期の著作『経営者革命』は、すべての機能的権力が政治家やビジネスマンではなく、経営者の手に移行すること、すなわちプリンシパル＝エージェント理論を表現しようとした。

#### ロバート・D・パットナム
パットナムは、管理者やその他の専門家グループの間で技術的で排他的な知識が発展することは、民主主義のプロセスから権力を奪い、意思決定のプロセスに影響を与えるアドバイザーや専門家に権力を移行させるメカニズムであると考えた。
「過去100年間の支配的な人物が企業家、ビジネスマン、産業経営者であったとすれば、『新しい人々』は新しい知的技術の科学者、数学者、経済学者、エンジニアである」

#### トーマス・R・ダイ
ダイは、著書『Top Down Policymaking』の中で、アメリカの公共政策は「国民の要求」の結果ではなく、ワシントンD.C.にある非営利団体、シンクタンク、特定の利益団体、著名なロビー活動、法律事務所で見られるエリートのコンセンサスに由来すると主張している。ダイの主張は、『The Irony of Democracy』『Politics in America』『Understanding Public Policy』『Who's Running America?』などの著作でさらに展開されている。

#### ジョージ・A・ゴンザレス
ジョージ・A・ゴンザレスは著書『Corporate Power and the Environment』の中で、アメリカの経済エリートが自分たちの利益のために環境政策を形作る力について書いている。『The Politics of Air Pollution: Urban Growth, Ecological Modernization and Symbolic Inclusion』および『Urban Sprawl, Global Warming, and the Empire of Capital』でも、ゴンザレスはエリート理論を用いて、アメリカにおける環境政策と都市のスプロール現象の相互関係を説明している。彼の最新の著作『Energy and Empire: The Politics of Nuclear and Solar Power in the United States』では、経済エリートが原子力エネルギーの選択肢を1945年以降のアメリカの外交政策目標と結びつけて提唱する一方で、これらのエリートは、太陽光発電のような一国では支配できない他のエネルギー形態に対する政府の支援に反対していることを示している。

#### ラルフ・ダーレンドルフ
ラルフ・ダーレンドルフは著書『Reflections on the Revolution in Europe』の中で、政治活動に必要な高度な能力のため、政党は実際には「政治サービス」の提供者、つまり地方および政府の公的機関の管理者になる傾向があると主張している。選挙運動の間、各政党は有権者に対し、自分たちが国家業務を管理するのに最も適していると説得しようとする。論理的な帰結は、この性格を認識し、政党をサービス提供会社として公然と登録することである。このようにして、支配階級は法的に認められた企業のメンバーと関係者を含み、「支配される階級」は選挙によって自分たちの利益に最も適した国家管理会社を選ぶことになる。

#### マーティン・ジレンズとベンジャミン・ペイジ
マーティン・ジレンズとベンジャミン・ペイジの両教授は、1,779の政策問題の統計分析で、「経済エリートと企業の利益を代表する組織グループは、米国政府の政策に大きな独立した影響を与えているが、一般市民と大衆を基盤とする利益団体の独立した影響力はほとんどない」ことを発見した。Vox.comに引用された批評家は、同じデータセットを用いて、金持ちと中流階級の意見が対立した場合、金持ちは53%、中流階級は47%の確率で自分たちの好む結果を得ていると主張した。一部の批評家はジレンズとペイジの主要な結論には同意していないが、データセットは「金持ちと中流階級は貧困層の望む政策を阻止するのに効果的である」ことを確認していると考えている。

#### トーマス・ファーガソン
政治学者のトーマス・ファーガソンの政党競争の投資理論は、エリート理論と考えることができる。1995年の著書『Golden Rule: The Investment Theory of Party Competition and the Logic of Money-driven Political Systems』で最も広範に述べられているこの理論は、現代の政治システムでは政治的認識を得るためのコストがあまりにも大きいため、市民は誰もそれを負担することができないという点から始まる。その結果、これらのシステムは、最も典型的にはエリートと企業など、そうすることができる者によって支配される傾向がある。これらのエリートは、政治献金やメディアでの支持などの手段を通じて、自分たちが支持する政党や政策に「投資」することで政治に影響を与えようとする。

## 関連文献
- オズノス、エヴァン（英語版）、「支配階級のルール：パワーエリートの中で繁栄する方法 - 敵だと宣言しながら」、『ザ・ニューヨーカー』、2024年1月29日、18-23ページ。「1920年代には...十月革命を恐れたアメリカのエリートの一部は、改革に同意した...フランクリン・ルーズベルトの下で...アメリカは税金を引き上げ、労働組合を保護する措置を取り、最低賃金を設定した。ピーター・ターチンは、そのコストは『アメリカの支配階級によって負担された』と書いている。...1930年代から1970年代にかけて、学者たちが大圧縮（英語版）と呼ぶ時期には、黒人を除いて経済的平等が縮小した...しかし、1980年代までには大圧縮は終わっていた。金持ちがかつてないほど豊かになるにつれて、彼らは自分たちの金を政治的権力に変えようとした。政治に対する支出は急増した」（22ページ）。「人々が権力を失うことを望まなければ、民主主義はうまく機能しない。ある世代の指導者が...あまりに確立されて老人支配に陥ったり、2つの主要政党の一方が選挙の算術を否定したり、支配階級の一部が かつて享受していた地位を失い、それを回復しようとしたりした場合である」（23ページ）。